# 유럽꾀꼬리

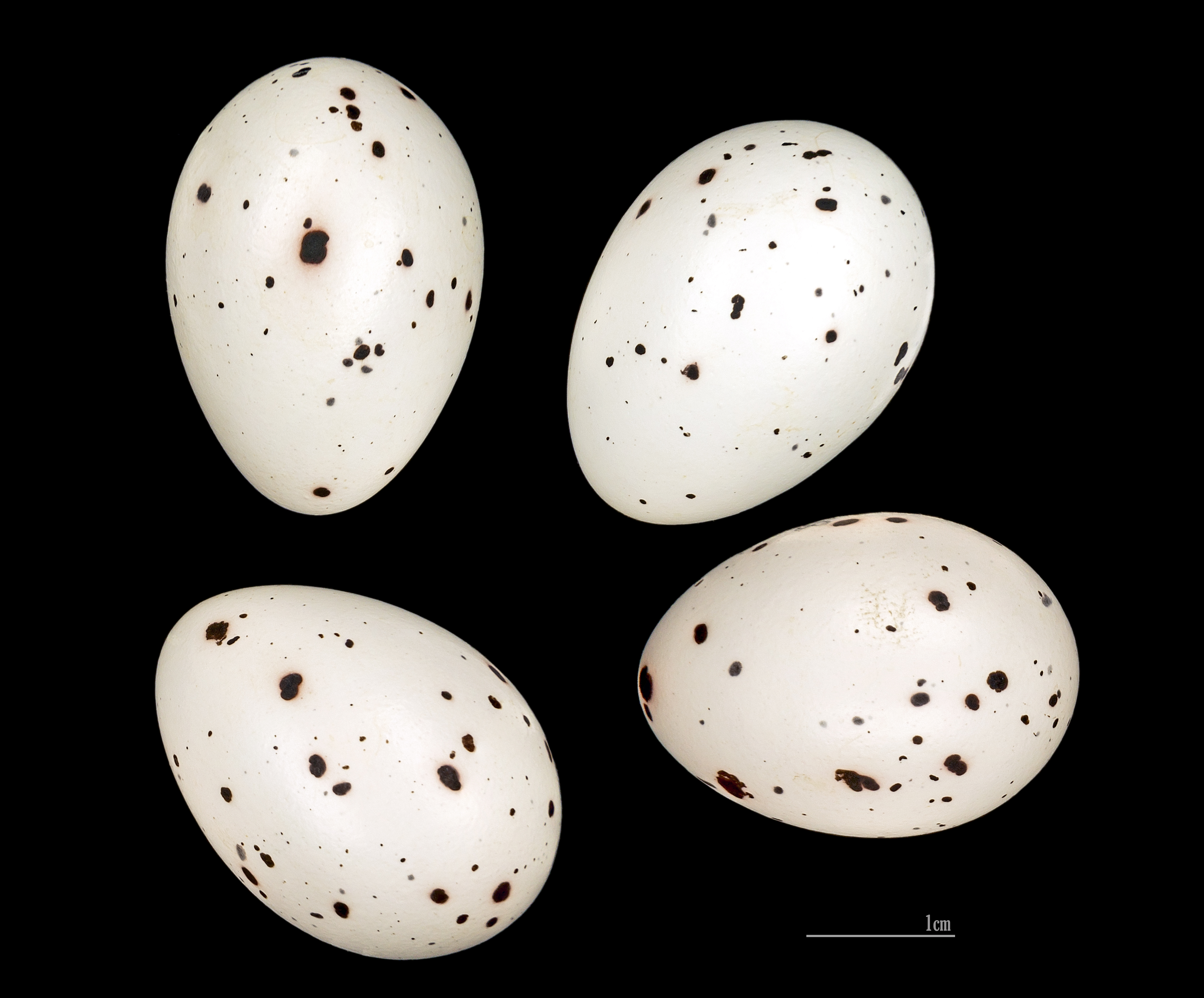
Oriolus oriolus

유럽꾀꼬리(黃鳥, 학명: Oriolus oriolus)는 노란빛을 띠는 새의 일종으로, 참새목 꾀꼬리과에 속하며 북반구 온대 지방에 서식한다. 철새로서 여름에는 유럽과 서아시아, 겨울에는 열대 지방을 왕복한다.
영어명 Golden Oriole는 European Golden Oriole 또는 Eurasian Golden Oriole라고도 불리며, 라틴어로 '금빛'을 뜻하는 "aureolus"에서 따 온 명칭으로, 영어에서는 18세기부터 사용되었으나 이미 로망스어군에서는 12세기와 13세기경부터 파생명칭들이 존재했다.